# Тихон (Оболенский)
Митропролит Тихон (в миру Иван Иванович Оболенский; 25 мая [6 июня] 1856, Спасск-на-Студенце, Тамбовская губерния — 8 мая 1926, Москва) — епископ Русской православной церкви, митрополит Уральский.

## Биография
Родился 25 мая 1856 года в семье священника Тамбовской епархии.
Окончил Второе Тамбовском духовное училище, после чего поступил в Тамбовскую духовную семинарию, откуда из пятого класса поступил в Императорский Казанский университет на медицинский факультет, который окончил в 1880 году.
В марте 1881 года становится уездным врачом в Елатьме.
Известно, что некоторое время он был атеистом, однако после явления беса стал верующим.
В 1890 году по благословлению св. прав. Иоанна Кронштадтского поступил вольнослушателем в Санкт-Петербургскую духовную академию, где в феврале того же года был пострижен в монашество с именем Тихон, а 29 апреля того же года рукоположён в сан иеромонаха.
20 декабря 1891 года назначен настоятелем единоверческого Спасо-Преображенского монастыря Николаевского уезда Самарской губернии с возведением в сан архимандрита. Его стараниями в стенах монастыря была устроена двухклассная церковно-приходская школа с миссионерским отделением, а также приёмный покой для больных с бесплатным лечением.
Благочинный женских монастырей Самарской епархии (1895), затем всех монастырей Николаевского уезда (1898).
14 января 1901 года состоялась его хиротония во епископа Николаевского, викария Самарской епархии, которую совершили: епископ Самарский и Ставропольский Гурий (Буртасовский), епископ Симбирский и Сызранский Никандр (Молчанов), епископ Оренбургский и Уральский Владимир (Соколовский-Автономов) и епископ Чебоксарский Иоанн (Алексеев), викарий Казанской епархии.
7 ноября 1908 года епископ Уральский и Николаевский, викарий Самарской епархии, управляющий единоверческими приходами и монастырями.
Член Самарского отдела Императорского православного палестинского общества, председатель епархиального комитета по удовлетворению духовных потребностей переселенцев (1910) и Михаило-Архангельского братства, делегат I Всероссийского единоверческого съезда (1912).
Награждён орденом св. Владимира III (1898) и II степени (1914).
Член Поместного Собора 1917—1918 годов, заместитель председателя XI, член II, III, V, IX, X отделов.
В 1918 году был возведён в сан архиепископа.
В 1919 году временно управлял Самарской епархией.
В январе 1921 года рукоположил в диаконы Иоанна Игошкина (будущего святого Гавриила Мелекесского).
В 1922 году не поддержал обновленческое ВЦУ, однако отказался взять на себя временное управление Саратовской епархией. В «Мемориальной записке» саратовского юриста Александра Соловьёва значилось: «В соседних епархиях из епископов, не признавших „ВЦУ“, остался один епископ Уральский Тихон [Оболенский], живший в Покровске (на другом берегу Волги, против Саратова). Избрали делегатов к нему: о. Павла Соколова от духовенства и меня от мирян, уполномочив нас просить еп[ископа] Тихона [Оболенского] принять на себя управление Саратовской епархией. Мы переехали Волгу и явились к нему на домашнюю квартиру. Были приняты им очень любезно. Мы ему рассказали обо всех наших саратовских делах и убедительно просили его принять временное управление епархией в соответствии с церковными канонами, согласно которым, при невозможности сноситься с высшим церковным управлением, епископы должны принимать управление над соседними, фактически „вдовствующими“ епархиями. На все наши убедительные просьбы еп[ископ] Тихон [Оболенский] ответил решительным отказом. Он сказал нам: „Вы просите, чтобы я сел на горячую сковородку. Я не хочу“. <…> Он вскоре бросил свою епархию и выехал в Москву».
Проживал в Москве без права выезда с осени 1922 года. В июле 1923 вошёл в состав возобновлённого Патриаршего Священного Синода при Патриархе Тихоне.
22 марта 1924 года вместе с ещё двумя членами данного Синода, архиепископами Серафимом (Александровым) и Петром (Полянским), был возведён в митрополичье достоинство. Примерно в то же время Александр Самарин описал архиепископа Тихона как «расслабленного во всех отношениях старика».
12 апреля 1925 года подписал акт о передаче высшей церковной власти митрополиту Крутицкому Петру (Полянскому).
11 апреля по поводу кончины Патриарха Тихона обновленческий синод во главе с митрополитом Вениамином (Муратовским) выступил с призывом к объединению, которое должно было, по их планам, состояться на третьем Соборе (втором обновленческом) осенью 1925 года. Некоторые церковные деятели высказались за возможность примирения с обновленцами. В числе них был митрополит Тихон (Оболенский) из-за прежних дружественных отношений с председателем обновленческого синода митрополитом Вениамином. Московская паства была встревожена такой позицией митрополита Тихона, для её успокоения на некоторое время удалился из Москвы в свою епархию. В мае совершил паломничество в Саровскую пустынь.
Скончался 21 мая 1926 года в Москве. Погребён в Софийской церкви города Москвы.